# 托马斯·伍兹
小托马斯·欧内斯特·伍兹（Thomas E. Woods, Jr., 1972年8月1日—）是一位美国历史学家和《纽约时报》畅销书作家。

## 生平
在哈佛大学获得了学士学位，在哥伦比亚大学得到了历史学博士学位。他在苏福克郡社区学院担任了历史系教员，这份工作一直做到了2006年，如今是米塞斯研究院的驻院学者和高级教员，研究院位于阿拉巴马州的奥本市，同时还是自由意志主义研究杂志 和自由意志报 编辑部成员。他还担任着阿布维尔研究院的准学者。
在南方同盟的创始人里有伍兹的名字，他也为同盟的时事通讯撰写过文章。他过去在这个团里的成员身份为他招致了不少批评。但是伍兹声称自己和这个团体的关系不是很密切。
他获得了1995-96年度校际研究协会理查德·韦弗研究生奖金，2004年的阿尔夫德三世自由意志主义奖金和2003年独立研究所的奥利佛·加维研究生奖学金。他还获得了乔治梅森大学的人文学科研究院的两次人学学科研究生奖学金和一次克劳德·兰贝奖学金。
伍兹共同主编了一部十一卷的百科全书“探索美国历史：从殖民地时代到1877年”。

## 天主教信仰、个人历史和政治不正确
伍兹是天主教徒，撰写过《教会和市场：从天主教角度为自由市场经济辩护》一书。他在长达十一年的时间里一直是拉丁弥撒杂志的副主编，那份杂志拥护传统天主教派理念。作为一个传统天主教徒，伍兹拥护脱利腾弥撒和文化保守主义 。他在2005年出版了《论天主教会建立西方文明史》，EWTN电视台根据这本书在2008年制作了一个电视系列剧，考察了教会对法律、伦理道德、科学，还有学术的影响。
伍兹的文章出现在众多流行和学术刊物上，包括美國歷史評論，基督教科学观察，投资者商业日报，现代纪元。他也是美国保守主义的特约编辑。
迄今为止，他最流行的一本书是2004年的《纽约时报》畅销书《政治不正确的美国历史指南》。

## 保守主义观点
伍兹在他的文章里探讨了美国的不同政治派别，他明确区分了旧保守主义思想家和新保守主义思想家，他赞同前者。伍兹在演说，著作和访谈里细述了老一辈的保守主义思想和现在的新保守主义思想在意识形态和政治理念上的不同，对于后者他写道：
“保守主义者传统上同情南方人民及其传统，有伟大的美国保守主义者诸如理查德·韦弗和罗素·柯克的作品为证......而今天这种同情心正在消失......新保守主义者们主要受到伍德罗·威尔逊的影响，也许还要加上一点西奥多·罗斯福的影响......他们相信一个侵略性的美国存在，向全世界传播民主，有必要就动用武力......新保守主义倾向于政府更有效率；旧保守主义者希望政府更小。新保守主义者通常赞赏富兰克林·罗斯福和他对经济的大举干预（新政政策）。准确的说新保守主义者们没有预算意识，你不会听到他们谈起对联邦机构进行任何重大的削减。”

## 学术界的欢迎
2005年6月，米塞斯研究院特意为托马斯·伍兹和他在美国历史研究领域的工作举办了一个研讨会，伍兹在会上做了一个系列共十次的演讲，题目是“美国历史真相：奥地利—杰弗逊的角度 （页面存档备份，存于）”。伍兹呼吁对美国宪法进行一次严格的解释，他倾向于用邦联条例来解释。
在米塞斯研究院的主持下，他还举办了一期由八次演讲组成的研讨会，讨论他的著作《政治不正确的美国历史指南》里的内容，对象是奥本大学学院的终生学习者。2007年2月14日，校际研究协会宣布伍兹2005年出版的《教会和市场》一书赢得了2006年坦普尔顿成就奖图书类别的一等奖。

## 伍兹法则
伍兹在2006年8月宣布了“伍兹法则”：
“个人用发明创造提高穷人的生活；集体却以扶贫之名遏制科学的进步。”他在一篇文章里应用了这个法则，文中讨论了预期退税贷款和停止这些做法的努力，他认为一些人反对这样做是出于这种贷款在剥削穷人的假设。加尔各答日报曾评论过沃尔玛在印度扩张的潜在后果，他们援引了伍兹的法则。
2010年10月，伍兹宣布了“伍兹第二法则”：“在新保守主义和反战自由意志主义之间，进步主义左派总是选择前者。”

## 著作
- The Great Facade: Vatican II and the Regime of Novelty in the Catholic Church (co-authored with Christopher Ferrara（英语：Christopher Ferrara）; 2002) ISBN 1-890740-10-1
- The Church Confronts Modernity: Catholic Intellectuals and the Progressive Era (2004) ISBN 0-231-13186-0
- 《政治不正确的美国历史指南》（The Politically Incorrect Guide to American History） (2004) ISBN 0-89526-047-6
- 《教会和市场：从天主教角度为自由市场经济辩护》（The Church and the Market: A Catholic Defense of the Free Economy） (2005) ISBN 0-7391-1036-5
- 《论天主教会建立西方文明》（How the Catholic Church Built Western Civilization） (2005) ISBN 0-89526-038-7
- 33 Questions About American History You're Not Supposed to Ask (2007) ISBN 0307346684
- Sacred Then and Sacred Now: The Return of the Old Latin Mass (2007)[19] ISBN 9780979354021
- W obronie zdrowego rozsadku (2007)[20]
- Who Killed the Constitution?: The Fate of American Liberty from World War I to George W. Bush (co-authored with Kevin Gutzman（英语：Kevin Gutzman）; 2008) ISBN 978-0307405753)
- Beyond Distributism (2008) [21]
- 《大崩溃：清算谎言经济学》（Meltdown: A Free-Market Look at Why the Stock Market Collapsed, the Economy Tanked, and Government Bailouts Will Make Things Worse）(February 2009) (ISBN 1-5969-8587-9) & (ISBN 978-1-5969-8587-2)
- 《州否决联邦：如何在二十一世纪抵抗联邦独裁》（Nullification: How to Resist Federal Tyranny in the 21st Century） (2010) ISBN 1596981490
- Rollback: The Battleplan Against Big Government  (2011) ISBN 1596981415